# Zoeke
Zoeke is een buurtschap in de gemeente Dinkelland in de Nederlandse provincie Overijssel. Het ligt in het westen van de gemeente ten noordoosten van Saasveld, 7 kilometer ten noorden van Hengelo.